# Saint-Martin-l'Heureux
Pour les articles homonymes, voir Saint-Martin et L'Heureux.
Saint-Martin-l'Heureux est une commune française, située dans le département de la Marne (51) en région Grand Est.

## Géographie
| Pontfaverger-Moronvilliers | Saint-Hilaire-le-Petit | Saint-Clément-à-Arnes Ardennes |
|                            | Saint-Martin-l'Heureux | Saint-Souplet-sur-Py           |
| Prosnes                    | Dontrien               |                                |

### Hydrographie

#### Réseau hydrographique
La commune est dans la région hydrographique « la Seine du confluent de l'Oise (inclus) à l'embouchure » au sein du bassin Seine-Normandie. Elle est drainée par la Suippe,.
La Suippe, d'une longueur de 82 km, prend sa source dans la commune de Tailly et se jette  dans l'Aisne à Saint-Juvin, après avoir traversé 27 communes. 

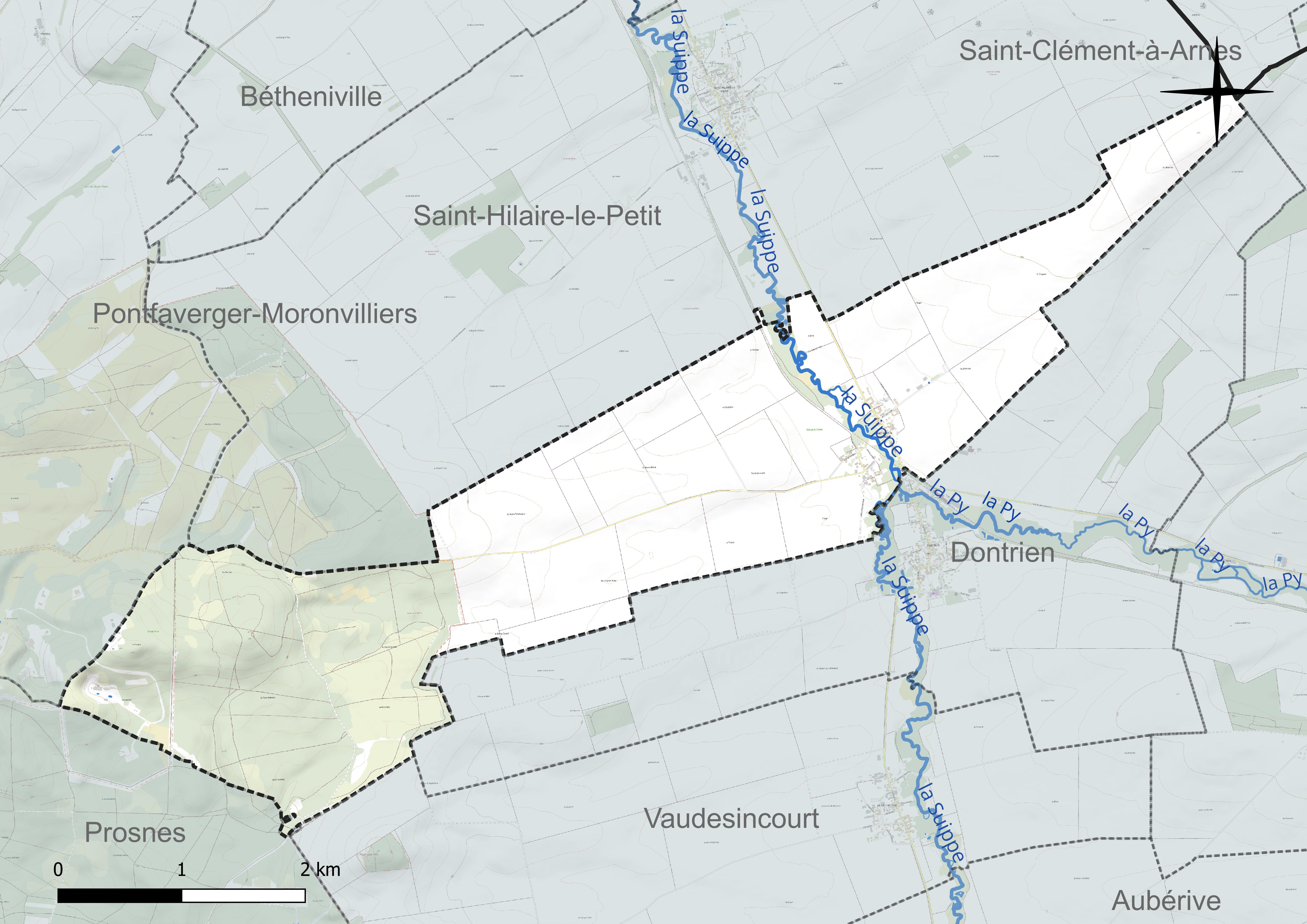
Réseau hydrographique de Saint-Martin-l'Heureux.

#### Gestion et qualité des eaux
Le territoire communal est couvert par le schéma d'aménagement et de gestion des eaux (SAGE) « Aisne Vesle Suippe ». Ce document de planification, dont le territoire s’étend sur 3 096 km2 répartis sur trois départements (Aisne, Marne et Ardennes) et deux régions (Champagne-Ardenne et Picardie), a été approuvé le 16 décembre 2013. La structure porteuse de l'élaboration et de la mise en œuvre est le Syndicat d’aménagement des bassins Aisne Vesle Suippe (SIABAVES). 
La qualité des cours d’eau peut être consultée sur un site dédié géré par les agences de l’eau et l’Agence française pour la biodiversité. 

### Climat
Pour des articles plus généraux, voir Climat du Grand Est et Climat de la Marne.
En 2010, le climat de la commune est de type climat océanique dégradé des plaines du Centre et du Nord, selon une étude du Centre national de la recherche scientifique s'appuyant sur une série de données couvrant la période 1971-2000. En 2020, Météo-France publie une typologie des climats de la France métropolitaine dans laquelle la commune est exposée à un climat océanique altéré et est dans la région climatique  Nord-est du bassin Parisien, caractérisée par un ensoleillement médiocre, une pluviométrie moyenne régulièrement répartie au cours de l’année et un hiver froid (3 °C). 
Pour la période 1971-2000, la température annuelle moyenne est de 10,2 °C, avec une amplitude thermique annuelle de 15,6 °C. Le cumul annuel moyen de précipitations est de 717 mm, avec 11,8 jours de précipitations en janvier et 8,6 jours en juillet. Pour la période 1991-2020, la température moyenne annuelle observée sur la station météorologique de Météo-France la plus proche, « Sommepy », sur la commune de Sommepy-Tahure à 11 km à vol d'oiseau, est de 10,9 °C et le cumul annuel moyen de précipitations est de 771,4 mm. 
La température maximale relevée sur cette station est de 41 °C, atteinte le 25 juillet 2019 ; la température minimale est de −16 °C, atteinte le 4 janvier 2004,,. 
Les paramètres climatiques de la commune ont été estimés pour le milieu du siècle (2041-2070) selon différents scénarios d'émission de gaz à effet de serre à partir des nouvelles projections climatiques de référence DRIAS-2020. Ils sont consultables sur un site dédié publié par Météo-France en novembre 2022.

## Urbanisme

### Typologie
Au 1er janvier 2024, Saint-Martin-l'Heureux est catégorisée commune rurale à habitat dispersé, selon la nouvelle grille communale de densité à sept niveaux définie par l'Insee en 2022.
Elle est située hors unité urbaine. Par ailleurs la commune fait partie de l'aire d'attraction de Reims, dont elle est une commune de la couronne,. Cette aire, qui regroupe 294 communes, est catégorisée dans les aires de 200 000 à moins de 700 000 habitants,.

### Occupation des sols
L'occupation des sols de la commune, telle qu'elle ressort de la base de données européenne d’occupation biophysique des sols Corine Land Cover (CLC), est marquée par l'importance des territoires agricoles (63,1 % en 2018), une proportion identique à celle de 1990 (63,1 %). La répartition détaillée en 2018 est la suivante : 
terres arables (60,8 %), milieux à végétation arbustive et/ou herbacée (21,5 %), forêts (11,2 %), zones industrielles ou commerciales et réseaux de communication (2,3 %), zones agricoles hétérogènes (2,3 %), zones urbanisées (1,9 %). L'évolution de l’occupation des sols de la commune et de ses infrastructures peut être observée sur les différentes représentations cartographiques du territoire : la carte de Cassini (XVIIIe siècle), la carte d'état-major (1820-1866) et les cartes ou photos aériennes de l'IGN pour la période actuelle (1950 à aujourd'hui).

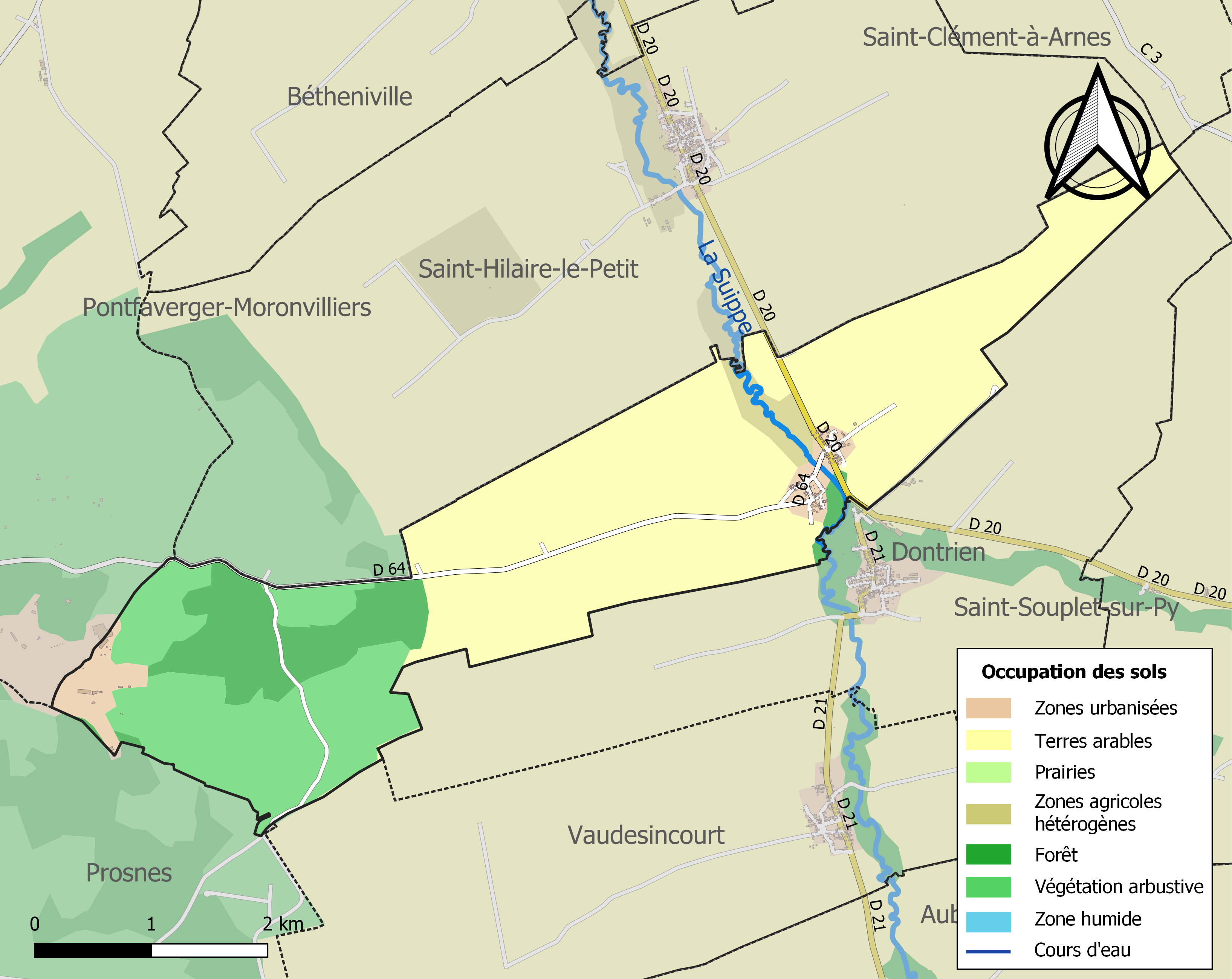
Carte des infrastructures et de l'occupation des sols de la commune en 2018 (CLC).

## Toponymie
Le nom de la localité est attesté sous les formes Sanctus Martinus ad Suppiam (commencement du XIe siècle) ; Sanctus Martinus super fluvium Suppiam (1154) ; Sanctus Martinus le Huros (1200) ; Sanctus Martinus le Heureux (1211) ; Sanctus Martinus le Hurex (1259) ; Sanctus Martinus le Hureux (1303-1312) ; Saint-Martin le Hureus (1328) ; Sanctus Martinus le Haireux (1343) ; Saint-Martin le Heureus (1363) ; Montheureux (1794).

Saint-Martin est un hagiotoponyme qui fait référence à Martin de Tours.
Saint-Martin-l'Heureux fut jadis Sanctus Martinus le Hureux entre 1303 et 1312, « le hérissé ».

## Histoire
Situé à environ 30 kilomètres de Reims, et 40 kilomètres de Châlons-en-Champagne, le nom de ce petit village repose sur une légende qui raconte le passage d'un homme riche sur les routes bordant Saint-Martin. À la rencontre d'un vieil homme pauvre et sédentaire, le bourgeois homme lui offrit un bout de son précieux manteau afin que celui-ci n'ait plus froid. C'est ainsi que ce village fut surnommé « L'Heureux » en raison du bonheur du vieil homme.
Au cours de la Révolution française, la commune porta provisoirement le nom de Montheureux.
Saint-Martin-l'Heureux est dominée par une légère butte où se trouve son église entourée du cimetière. Hure en vieux français signifierait bosse, d'où le nom de Saint Martin le Hureux déformé par la suite en Saint Martin l'Heureux.(réf.panneaux posés à l'initiative de l'association "Mémoire des Monts de Champagne"à l'entrée du cimetière et devant la mairie).
En 1950, la commune a absorbé une partie du territoire communal de la commune voisine de Moronvilliers, partagée avec Pontfaverger-Moronvilliers et Saint-Hilaire-le-Petit.

## Politique et administration
| Période                                  | Période                      | Identité          | Étiquette     | Qualité                                     |
| ---------------------------------------- | ---------------------------- | ----------------- | ------------- | ------------------------------------------- |
| Les données manquantes sont à compléter. |                              |                   |               |                                             |
| an X(1801)                               | 1802)                        | Nicolas Baronnet  |               |                                             |
| 1846                                     |                              | Maître-Baronnet   |               | membre du conseil d'arrondissement de Reims |
| 1879                                     |                              | Charmelot         |               |                                             |
| XXe siècle                               |                              | André Baronnet    |               |                                             |
| Les données manquantes sont à compléter. |                              |                   |               |                                             |
| 2001                                     | En cours (au 4 juillet 2014) | François Baronnet | divers droite | Réélu pour le mandat 2014-2020,             |

## Démographie
L'évolution du nombre d'habitants est connue à travers les recensements de la population effectués dans la commune depuis 1800. Pour les communes de moins de 10 000 habitants, une enquête de recensement portant sur toute la population est réalisée tous les cinq ans, les populations de référence des années intermédiaires étant quant à elles estimées par interpolation ou extrapolation. Pour la commune, le premier recensement exhaustif entrant dans le cadre du nouveau dispositif a été réalisé en 2008.

En 2022, la commune comptait 91 habitants, en évolution de +8,33 % par rapport à 2016 (Marne : −1,19 %, France hors Mayotte : +2,11 %).
| 1800 | 1806 | 1821 | 1831 | 1836 | 1841 | 1846 | 1851 | 1856 |
| ---- | ---- | ---- | ---- | ---- | ---- | ---- | ---- | ---- |
| 147  | 142  | 150  | 189  | 186  | 184  | 196  | 195  | 175  |

| 1861 | 1866 | 1872 | 1876 | 1881 | 1886 | 1891 | 1896 | 1901 |
| ---- | ---- | ---- | ---- | ---- | ---- | ---- | ---- | ---- |
| 166  | 155  | 138  | 137  | 140  | 140  | 138  | 134  | 130  |

| 1906 | 1911 | 1921 | 1926 | 1931 | 1936 | 1946 | 1954 | 1962 |
| ---- | ---- | ---- | ---- | ---- | ---- | ---- | ---- | ---- |
| 124  | 108  | 128  | 87   | 117  | 116  | 98   | 118  | 129  |

| 1968 | 1975 | 1982 | 1990 | 1999 | 2006 | 2008 | 2013 | 2018 |
| ---- | ---- | ---- | ---- | ---- | ---- | ---- | ---- | ---- |
| 114  | 99   | 83   | 91   | 90   | 77   | 73   | 85   | 86   |

| 2022 | - | - | - | - | - | - | - | - |
| ---- | - | - | - | - | - | - | - | - |
| 91   | - | - | - | - | - | - | - | - |

## Lieux et monuments
Église du XIIe siècle.